# Can Calvó
Can Calvó és una masia de Celrà (Gironès) inclosa a l'Inventari del Patrimoni Arquitectònic de Catalunya.

## Descripció
És una masia de planta quadrangular i estructurada en tres crugies. Té parets de pedra morterada sense escairar ni polir. Només les cantonades i les obertures són emmarcades amb carreus ben tallats. Coberta de teula àrab en dues vessants i ràfec amb tres fileres de rajols. Finestres i porta d'accés amb llinda plana. Les obertures de la segona planta són arcs carpanells. La porta és de llinda planta i té moixons de protecció pels carros. Es conserva l'era feta amb rajola. Les finestres de la primera planta tenen trencaaigües motllurats. Actualment l'accés a la planta pis es fa per una escala lateral exterior que condueix a una terrassa orientada a sud. La planta baixa del mas presenta voltes de canó.
La porta principal duu la inscripció "Agost 1779 Jaume Calvó em va fer".